# Hazel English
Hazel English (Sídney, Australia; 27 de noviembre de 1990) es una cantante australiana de indie pop que vive en Oakland, California. Actualmente es vocalista de su banda homónima.

## Inicios y carrera
Antes de dedicarse a la música, English se dedicaba a estudiar escritura creativa en Melbourne, Australia. En 2013 Hazel se mudó a San Francisco como parte de un intercambio estudiantil y después haría lo mismo hacia Oakland. Su carrera musical inició al cantar en micrófonos abiertos y con artistas locales. Conoció a Jackson Phillips de la banda Day Wave en una tienda de libros sonde trabajaba entonces para convertirse posteriormente en colaboradores con Phillips como coescritor en la mayoría de sus nuevas canciones Posteriormente formó una banda manteniendo el nombre de Hazel English y tuvieron su primer show como teloneros de Craft Spells en la Great American Music Hall de San Francisco el 9 de septiembre de 2015. Aquel año, English publicó sus primeras tres canciones en Soundcloud: "Never Going Home," It's Not Real," y "Fix."
En 2016, English lanzó el EP Never Going Home con los sellos discográficos Marathon Artists Records y House Anxiety Records. El 12 de mayo de 2017, lanzó su doble EP, Just Give In/Never Going Home.

### 2019-2020: Shaking y Wake UP!
El 6 de noviembre de 2019 English lanzó el sencillo "Shaking," coescrito por Blake Stranathan y producido por Justin Raisen. Stereogum comentó que "la canción era un duro golpe al corazón de la psicodelia de los 60. Su ridícula y pegajosa melodía se siente fresca mientras retiene una retrospectiva sensible". El video musical fue dirigido por Erin S. Murray. Para el 29 de enero de 2020, English anunció en su cuenta de Instagram que lanzaría su álbum debut titulado Wake UP! el 24 de abril de ese año El álbum fue producido por Justin Raisen en Los Ángeles y por Ben H. Allen en Atlanta. Wake UP! sería lanzado en la fecha anunciada y recibiría críticas positivas, con los críticos alabando el desarrollo de English a comparación de sus anteriores lanzamientos.

## Discografía
- Never Going Home (EP, 2016, Marathon Artists, House Anxiety).
- Just Give In/Never Going Home (2017, Marathon Artists, House Anxiety).
- Wake UP! (2020, Polyvinyl Records).